# Morang (Batang Onang)
Morang is een bestuurslaag in het regentschap Padang Lawas Utara van de provincie Noord-Sumatra, Indonesië. Morang telt 1117 inwoners (volkstelling 2010).